# Semion Poltavski
Semion Vladimirovitch Poltavski (en. ukrainien : Полтавський Семен Володимирович, en russe : Семён Владимирович Полтавский ; en anglais : Semyon Poltavsky), parfois transcrit en Semen Volodymyrovych Poltavskyy, est un joueur de volley-ball russe (d'origine ukrainienne) né le 8 février 1981 à Odessa (oblast d'Odessa, alors en URSS). Il mesure 2,05 m et joue attaquant. Il totalise 221 sélections en équipe de Russie.

## Biographie
Il a obtenu la nationalité russe en 1998. Il est récipiendaire de la médaille de l'Ordre du mérite pour la Patrie depuis le 2 août 2009.

## Clubs
| Club                      | De        | À         |
| ------------------------- | --------- | --------- |
| Spartak Saint-Pétersbourg | 2001-2002 | 2001-2002 |
| Gabeca Pallavolo Spa      | 2002-2003 | 2002-2003 |
| Dinamo Moscou             | 2003-2004 | 2009-2010 |
| Iaroslavitch Iaroslavl    | 2010-2011 | 2010-2011 |
| Fakel Novy Ourengoï       | 2011-2012 | 2011-2012 |
| Dinamo Moscou             | 2012-2013 | 2012-2013 |
| Iaroslavitch Iaroslavl    | 2013-2014 | ...       |

## Palmarès

### Club et équipe nationale
- Ligue mondiale
  - Finaliste : 2007, 2010
- Coupe du monde
  - Finaliste : 2007
- Championnat du monde des moins de 21 ans (2)
  - Vainqueur : 1999, 2001
- Championnat du monde des moins de 19 ans (1)
  - Vainqueur : 1999
- Championnat d'Europe
  - Finaliste : 2005, 2007
- Ligue européenne (1)
  - Vainqueur : 2005
- Championnat d'Europe des moins de 21 ans (1)
  - Vainqueur : 2000
- Championnat d'Europe des moins de 19 ans (1)
  - Vainqueur : 1999
- Ligue des champions
  - Finaliste : 2010
- Championnat de Russie (2)
  - Vainqueur : 2006, 2008
  - Finaliste : 2004, 2005, 2007
- Coupe de Russie (2)
  - Vainqueur : 2006, 2008
  - Finaliste : 2003, 2004, 2007
- Supercoupe de Russie (2)
  - Vainqueur : 2008, 2009

### Distinctions individuelles
- Meilleur joueur et meilleur serveur du Championnat d'Europe 2007
- Meilleur marqueur du Final Six de la Ligue mondiale 2007
- Meilleur serveur de la Coupe du monde 2007
- Meilleur joueur du championnat de Russie 2011